# 고가류
고가류(일본어: 甲賀流 こうかりゅう[*])는 일본 오미국 고가(甲賀) 땅에 전해져 오던 인술(忍術) 유파의 총칭이다. 남동쪽으로는 산으로 막혀 있는 이가국의 이가류(伊賀流)와 함께 가장 유명한 닌자(忍者) 유파로 알려져 있다. 고가류와 이가류와 함께 전해지는 계통들에 대해서는 후대에 가탁한 설이 많이 있다. 신용할 만한 설은 거의 없다. 고가 닌자와 이가 닌자의 대립 ・ 대결을 제재로 하는 다수의 창작물들을 통해 형성된 이미지의 영향도 큰데, 민가에서 사료가 발견되는 등 실상에 대한 연구도 진척되어, 적어도 에도 시대(江戸時代)에는 확실히 존재하고 있었던 것으로 보고 있다. 한편「고가류」라는 명칭의 단일 유파는 존재하지 않으며, 어디까지나 고가에 전해지는 많은 유파를 통칭해서 고가류라고 부르고 있을 뿐이다(고가의 사무라이 무리들은 「고가슈」甲賀衆라고 당시부터 불리고 있었다).
고가류는 일본어로 「코우카」(こうか)라고 읽지만, 「코우가」(こうが)로 잘못 읽은 쪽이 더 많이 알려져 있다.

## 특징
현대의 일본 사가현 고카시, 고난시가 그들의 주요 거점이었다. 보통은 농업에 종사하며 행상을 하며 각지의 정보를 수집하는 한편 지령이 떨어지면 전장이나 그 후방으로 가서 공작 활동을 벌이기도 하였다. 둔갑(手妻)에 뛰어나다는 평을 받았으며, 인술 유파 가운데서도 약을 다루는 데에 뛰어나 그 이름의 흔적으로 고가에는 현대에도 제약회사가 많이 위치해 있다. 또한 여성 닌자가 존재하지 않았던 점으로도 유명하다.
무로마치 막부부터 센고쿠 시대 중기에 걸쳐 고가는 롯카쿠씨(六角氏)의 산하에 속해 있으면서 「소」(惣)를 형성하였고, 군에 관련된 모든 안건을 다수결에 따라 결정(합의제) ・ 운영하였다. 이는 이 시대에는 전국적으로 보아도 지극히 희귀한 것이었다. 고가의 토착 사무라이들은 자치를 인정받는 대신에 전시에는 롯카쿠 씨에 협력하였으며 후술할 「鈎の陣」에서는 야간 기습 등의 활약을 펼쳐 고가슈(甲賀衆)가 후세에서 말하는 「닌자」로써의 인식이 생기거나 혹은 그러한 임무로써 기용되기에 이르렀다.

## 역사
헤이안 시대에 스즈카관(鈴鹿関)이라는 관문이 설치되고 일본 도고쿠로의 중요한 관문이었던 고가 지역에도 무사들이 토착하였다. 고대, 오토모씨의 일족이었던 도모노 스쿠네(伴宿禰)가 고가향(甲賀郷)의 향장(郷長)이 되어, 이 지방의 호족으로써 재임하였다. 그 먼 후손으로써 파생되어 무사화되고 차츰 고가 무사(甲賀武士)가 형성되어 간다.
센고쿠 시대 고가는 소규모 영주들이 「同名中」이라는 일족 집단을 형성하고 있었다. 독립성이 강했기에 롯카쿠 씨(六角氏)의 지배가 충분히 미치지 못하였다. 훗날 오다 노부나가(織田信長)가 대두해오자 이들 고가 사무라이 무리들은 고가 군(甲賀郡)을 단위로 하는 연합체를 형성하였다. 이것이 고가 군 츄소(甲賀郡中惣)였다.
무로마치 시대 후기 간논지 성(観音寺城)에 본거지를 구축하고 오미(近江)의 사사키 롯카쿠 씨(佐々木六角氏)가 차츰 힘을 키워서 무로마치 막부(室町幕府)의 명령도 가볍게 보며 무시하기 시작하면서 조쿄(長享) 원년(1487년) 쇼군 아시카가 요시히사(足利義尚)가 이를 정토하고자 군을 내었으며 롯카쿠 세력과의 사이에 싸움이 벌어졌다(鈎の陣). 요시히사가 여러 구니의 다이묘(大名)들을 동원하여 롯카쿠 씨의 본거지 간논지 성을 압박해 왔을 때 롯카쿠 다카요리(六角高頼)는 막부군과의 직접 대결을 피해 고가 성(甲賀城)으로 옮겼다. 그곳에서 요시히사는 본진을 구리타 군(栗太郡)에 위치한 鈎의 안요지(安養寺)로 옮기고 고가 성을 쳐서 이를 함락시켰으나, 탈출한 롯카쿠 다카요리는 휘하에 거느리고 있던 고가 무사들에게 명해 산속에서 게릴라전을 전개하면서 완강하게 막부군에 저항하였다. 「가메로쿠 법」(亀六ノ法)이라고 부르는, 다카요리가 고안한 전법이 있는데, 적이 공격해 오면 거북이처럼 고가 산속에 숨어서 적이 오랜 대치로 지키기를 기다려 거북이가 손발을 내밀듯 갑자기 나타나 공격하는 전법이었다. 이밖에 고가 무사들은 산속에서 그 지형지리를 살려 다양한 기습 작전을 감행하였고, 또한 때때로 밤을 틈타 요시히사의 본진에 쳐들어가 불을 지르기도 하는 등, 막부군을 간간이 괴롭혔다고 한다. 때문에 제대로 결착이 나지 않았고, 결국 조쿄 3년(1489년) 요시히사가 진중에서 사망하면서 3년에 걸친 싸움은 끝이 났으며, 롯카쿠 씨는 살아남을 수 있었다. 그리고 이 싸움에 참가했던 53개의 지방 사무라이 집안들을 「고가 53가」(甲賀五十三家)라 부르게 되었으며 나아가 53가 가운데 롯카쿠 씨로부터 감장(感状)을 받고 중한 위치에 놓이게 된 집안을 「고가 21가」(甲賀二十一家)라고 칭하게 되었다.
이후 고가의 사무라이 무리들은 롯카쿠 씨와 행동을 같이 하게 되었다. 롯카쿠 요시카타(六角義賢)가 간논지 성 전투(観音寺城の戦い)에서 오다 노부나가에게 패하자 고가로 달아나 노부나가와 싸우게 되었으나, 야스가와라 전투(野洲河原の戦い)에서 고가 사무라이 무리들이 가세한 롯카쿠 군세는 오다 노부나가에게 패하고 물러나야 했다. 그 뒤로도 싸움은 계속되었고 롯카쿠 씨가 몰락하자 고가는 오다 노부나가의 지배하에 들게 된다.[7] 노부나가의 가신이었던 다키가와 가즈마스(滝川一益)는 고가 출신이었다는 설도 있다. 혼노지의 변(本能寺の変) 무렵에는 노부나가와 함께 혼노지에서 죽은 모리 란마루(森蘭丸)의 동생인 모리 다다마사(森忠政)와 그 어머니 ・ 묘코니(妙向尼)를 고가의 사무라이 무리인 반 고레야스(伴惟安)가 고가의 자신의 영지에 숨겨주었다. 훗날 반 씨(伴氏)는 모리 다카마사(森忠政)의 가신이 된다. 혼노지의 변 소식을 알고 본국인 미카와(三河)로 돌아가는 도쿠가와 이에야스(徳川家康)의 이른바 이가 탈출(伊賀越え)에서는 야마구치 미쓰히로(山口光広)가 이에야스와 동행하고 있던 노부나가의 가신 하세가와 히데카즈(長谷川秀一)의 요구에 응해 친형인 다라오 미쓰마사(多羅尾光雅)와 함께 고가 사무라이 무리들을 거느리고 이에야스 일행의 가는 길을 지켰다. 「이가 탈출」의 구체적인 경로에 대해서는 여러 가지 설이 존재하고 있으며, 고가를 통과하는 거리가 긴 것이었다는 추측을 내놓는 연구자들도 존재하고 있다. 미에 대학(三重大学)의 교수 후지타 다쓰오(藤田達生)는 「이가 탈출(伊賀越え)이라기보다는 고가 탈출(甲賀越え)이었다」라는 견해를 보이고 있기도 하다.

### 이가류와의 관계
「고가 대 이가」라는 숙적으로써 그려져 있는 이미지는 후세의 창작이다. 실제 역사에서는 양 지역은 「고이 일국」(甲伊一国)이라고 불렸고 혼인을 포함한 주민 관계는 밀접하였다. 「鈎の陣」에서는 이가슈(伊賀衆)도 고가슈와 함께 롯카쿠 다카요리를 도와 싸우는 등(『近江輿地志略』) 동맹을 맺거나 연대하는 경우가 많았으나, 서로 항쟁한 시기가 없는 것도 아니어서 이가류가 오다 노부나가의 대대적인 공격을 당했던 덴쇼 이가의 난(天正伊賀の乱)에서는 고가류가 오다 노부나가군의 편에서 이가 침공 루트의 하나를 제공하기도 했다.

### 고가류의 개역
덴쇼(天正) 13년에 하시바 히데요시(羽柴秀吉)에 의해 고가의 사무라이 무리들은 개역 처분되었다. 고가는 히데요시의 가신 나카무라 가즈우지(中村一氏)의 지배하에 들었다. 이로 해서 고가의 옛 사무라이 무리들은 일부 무사 신분화한 자도 있었지만 대부분은 평민이 되었다. 이들을 고가 고시(甲賀古士)라고 부른다.

### 에도 시대의 고가 고시
에도 시대에 다라오 씨(多羅尾氏)가 대관 세습을 허락받는 등 이에야스의 이가 탈출을 도왔던 고가 무사들이 중용되었다. 한편으로 고가 고시들은 간분(寛文)에서 겐로쿠(元禄)에 걸쳐 에도 막부로부터 무사 신분을 얻기 위해 탄원운동을 벌였다. 앞서 언급된 「고가 53가」, 「고가 21가」라는 말도 문헌상의 첫 등장은 간분 2년(1667년)에 고가 고시들이 작성해 막부에 제출했던 『송구하나마 소장을 받들어 올리나이다』(乍恐以訴状言上仕候)라는 문헌으로, 에도 시대에 들어서 생겨난 용어인 것이다. 『송구하나마 소장을 받들어 올리나이다』 등에서 고가 고시들은 그들의 선조가 도쿠가와 이에야스나 막부에 출사해 공헌하였다는 내력을 주장하면서 이것이 후세 「고가 닌자」의 이미지의 원형이 되었다. 이 소원은 막부로부터 인정받지 못했고, 100년 동안 소원은 중단되었다. 이 사이에 종래의 지역 사회가 변화하여 본가와 분가의 주도권 다툼이 벌어지고 간세이(寛政) 무렵의 소원에도 반영되었다. 간세이 연간의 탄원에는 지샤부교(寺社奉行)에 인술서 『만천집해』(萬川集海)를 제출하였다. 이 행동이 에도 시대 사회에 「고가 닌자」의 존재를 널리 알리게 된다.
막부 말기에 이르러 고가 고시들은 자신들의 옛 영광을 돌이키기 위해 좌막(佐幕, 막부 옹호)에서 도막(倒幕, 막부 타도)로 노선을 바꿨고, 고가타이(甲賀隊)를 결성해 고마쓰노미야 아키히토 친왕(小松宮彰仁親王) 아래서 무진전쟁(戊辰戦争)에도 참가하였다. 고가 고시로써의 긍지를 걸고 훈련을 거듭해, 쇼나이 번(庄内藩)과 싸웠던 세키가와 전투(関川の戦い)에서 다른 여러 부대로부터 상찬을 받을 정도로 활약하였다.

### 근현대
고가 고시의 대부분은 대정봉환(大政奉還) 이후에 평민의 신분으로 자리를 잡았다고 알려져 있다. 첩보활동을 하면서 야마부시(山伏)로써 부적을 팔거나, 부업으로 『만천집해』에 기술이 있는 「飢渇丸」「舟不酔薬」 등이나 다른 닌자의 비약을 팔러 돌아다니기도 하였으며, 의학이나 제약 등에 밝았다. 1884년(메이지 17년)에 배찰금지령(配札禁止令)이 내려져 본업에 종사할 수 없게 되자 약 매매에 전념하며 배치매약(配置売薬)을 하게 되었다. 현대에도 고가 지방에는 의약품이나 드링크제 등의 회사나 공장이 많이 존재하고 있다. 장사로 성공한 일부 약국은 일본 전국으로 규모를 넓혔기 때문에 오미쿄다이샤(近江兄弟社)나 릿신 약품공업주식회사(日新薬品工業株式会社) 등 현대 일본의 제약회사 가운데서도 고가 닌자의 먼 후예들에 의해 설립된 기업들이 많이 존재한다.

## 연구
고가 닌자에 대해 고가 무사의 가계에서 그 선조가 인술을 써서 군공을 세웠다고 하는 후세의 내력서 등이 있지만, 당시의 사료는 아니다. 한편으로 태평양 전쟁 패전 이후에 덧붙여진 이미지가 많으며, 그 존재조차도 의문시되는 경우가 많았다. 그러나 2000년에 들어 에도 시대에 오와리 번(尾張藩)을 은밀한 영역에서 섬겼다는 고가 5인조(甲賀五人組)의 한 사람이 저술한 고문서 『와타나베 가 문서』(渡辺家文書)가 민가에서 발견되는 등 적어도 에도 시대에는 확실히 존재하고 있었다고 해석되게 된다. 2012년부터는 미에 대학이나 고가 시 등이 제휴하여 학술적인 연구를 진척시키고 있다. 와타나베 가의 먼 후손은 고가 인술 연구회(甲賀忍術研究会)에서 회장을 맡고 있기도 하며 『와타나베 가 문서』는 『오와리 번 고가모노 관계사료』(尾張藩甲賀者関係史料)로써 고가 시 관광협회(甲賀市観光協会)에서 입수하였다.

## 인술의 집(忍術屋敷)
인술의 집(忍術屋敷), 진슈쓰야시키)의 건조는 얼핏 봐서는 보통의 농가이지만 안을 들여다보면 끈으로 만든 의자(縄梯子)、함정용 구덩이(落とし穴)、회전문(回転戸)、지하도 등이 설치되어 있다. 일본 고가 시(甲賀市) 고난 정(甲南町) 다키호시(竜法師) 2331번지에 고가 53가의 필두격이었던 모치즈키 이즈모노카미(望月出雲守)의 겐로쿠 연간 건축의 옛 집이 고가류 인술 저택(甲賀流忍術屋敷)으로써 남아 있다. 또한 사가 현 고가 시 고가 정(甲賀町)의 오키(隠岐)에 『만인집해』를 현대 일본어로 번역한 연구자 유즈키 슌이치로(柚木俊一郎)에 의해 1983년에 개원한 고가 마을 인술촌(甲賀の里忍術村)이 있으며, 마을 내부에는 『만천집해』의 저자로써 알려져 있는 후지바야시 야스타케(藤林保武)의 일족의 집을 옮겨 지은 저택이나 고가 인술 박물관(甲賀忍術博物館) 등의 자료관이 있다.

## 같이 보기
- 이가류
- 모치즈키 치요

## 참고 문헌
- 藤田和敏『〈甲賀忍者〉の実像』吉川弘文館〈歴史文化ライブラリー335〉、2012年1月1日、ISBN 978-4-642-05735-6